# Yūtarō Yanagi
Yūtarō Yanagi (柳 雄太郎 Yanagi Yūtarō?, nacido el 26 de junio de 1995 en Niigata) es un futbolista japonés que se desempeña como centrocampista.

## Trayectoria

### Clubes
| Club          | País  | Año    |
| ------------- | ----- | ------ |
| YSCC Yokohama | Japón | 2018 - |

## Estadística de carrera

### J. League
| Club          | Año   | J. League | J. League | Copa J. League | Copa J. League | Total | Total |
| Club          | Año   | Part.     | Goles     | Part.          | Goles          | Part. | Goles |
| ------------- | ----- | --------- | --------- | -------------- | -------------- | ----- | ----- |
| YSCC Yokohama | 2018  | 3         | 0         | -              | -              | 3     | 0     |
| Total         | Total | 3         | 0         | 0              | 0              | 3     | 0     |